# Peter Shannon
Peter James Shannon (* 1949 in Melbourne) ist ein australischer Diplomat und Botschafter in Österreich.

## Leben
Peter Shannon studierte in Sydney und schloss mit einem Bachelor of Arts sowie einem Bachelor of Laws ab. Shannon spricht (außer Englisch) Französisch sowie Bislama, eine pazifische Kreolsprache. Er ist verheiratet und hat einen Sohn.
Vor seiner Berufung als Botschafter nach Wien (im Juli 2006) bekleidete Shannon eine Reihe von Ämtern in Canberra, unter anderem war er Direktor der Sektion für Kontrolle von Waffenhandel und atomare Nicht-Weitergabe im australischen Außenministerium (2002–2005).
Im Ausland war Shannon unter anderem Gesandter an der australischen Botschaft in Paris und bei der UNESCO (1996–1999), sowie Hochkommissar in Vanuatu (1992–1996).